# 石原行雄
石原 行雄（いしはら ゆきお、1969年 - ）は、東京都出身の日本のジャーナリスト、ルポライター。
ノンフィクションを中心に執筆。

## 経歴
売買春、麻薬密造、自殺、戦場……と、命を作る現場から命が消える現場まで、数々の突撃／潜入取材を敢行。
後述のサバイバーで「国際派」と紹介されるなど海外ネタにも強く、イラク、北朝鮮、チベット、ミャンマー、空爆下のアフガン国境、津波被災後のスマトラ島など、約40カ国に取材。
日本版サバイバー3rdシリーズではシリーズ優勝者で俳優の蛯沢康仁と共に参加している。

## テレビ出演
- サバイバー3rdシリーズ（TBSテレビ）
- バイキング（フジテレビ）
- やりすぎ都市伝説（テレビ東京）
- じっくり聞いタロウ（テレビ東京）
- 直撃LIVE グッディ！（フジテレビ）
- サンデージャポン（TBSテレビ）
- ビートたけしのTVタックル（テレビ朝日）
- 羽鳥慎一モーニングショー（テレビ朝日）
- グッド！モーニング（テレビ朝日）
- マルコポロリ！（関西テレビ）
- とくダネ！（フジテレビ）
- オオカミ少年（TBSテレビ）
- 特盛！よしもと（読売テレビ）
- NMBとまなぶくん（関西テレビ）
- 和牛の以上、現場からお伝えしました。（関西テレビ）
- ABEMA Prime（ABEMA）
- ダラケ！（スカパー!）

## 著書
- 『本当に買える海外通販アイテム大全』（データハウス刊）
- 『アジア売春街と麻薬地帯 体験記』（データハウス刊）
- 『データハウスブック40 アジア売春街と麻薬地帯 体験記』（データハウス刊）
- 『アウトローたちの履歴書』（彩図社刊）
- 『自殺ドミノ』（晋遊舎刊）
- 文庫版『アウトローたちの履歴書』（彩図社刊）
- 『ヤバい現場に取材に行ってきた！』（彩図社刊）
- 『型紙付き！ ウクレレDIY完全ガイド』（リットーミュージック刊）
- 『客には絶対聞かせられない キャバクラ経営者のぶっちゃけ話』（彩図社刊）
- 『アコースティック・ギター・メインテナンス・ガイド　～プロの現場の調整術～』（リットーミュージック刊）
- 文庫版『ヤバい現場に取材に行ってきた！』（彩図社刊）
- 『世界のエッチなトリヴィア』（笠倉出版社刊）
- 『エレクトリック・ギター・メインテナンス・ガイド　～プロの現場の調整術～』（リットーミュージック刊）
- 『少女たちの裏稼業　～性の切り売りをする女子児童たち～』（彩図社刊）
- 『ガイドブックには絶対に載らない 裏アジア潜入記』（セブン新社刊）